# Retrograde ejaculatie
Retrograde ejaculatie of retrospermie is aan aandoening waarbij de man geen zichtbare zaadlozing heeft bij het orgasme. Het wordt daarom ook wel 'droog klaarkomen' genoemd.
Bij een mannelijk orgasme komt normaal gesproken het sperma uit de penis, via de zaadleider en de urineleider. De blaas wordt hierbij afgesloten om te voorkomen dat er urine in het sperma terechtkomt. Bij retrospermie echter sluit de blaas zich niet goed af, waardoor het sperma in de blaas terechtkomt.
Er kunnen verschillende oorzaken zijn voor deze aandoening, zoals diabetes of een operatie aan de prostaat. Ook medicijnen tegen hart- en vaatziekten kunnen een effect hebben op de sluitspier van de blaas.
Een man met retrospermie is niet in staat om op een natuurlijke wijze een eicel te bevruchten. Door spermacellen uit de blaas te halen kan gepoogd worden om op kunstmatige wijze de bevruchting toch te laten slagen.